# Grammaire des arts du dessin
La Grammaire des arts du dessin est un ouvrage publié par Charles Blanc par chapitres dans la Gazette des Beaux-Arts avant leur édition complète en 1867,. L'ouvrage traite d'architecture, de sculpture et de peinture et entend s'adresser à un jeune public dans lequel se trouve de futurs artistes. Il est particulièrement à la pointe sur les questions touchant la couleur en transmettant les avancées de Chevreul et de Delacroix.
Cet ouvrage entend répondre à un manque de culture artistique en France constaté par l'auteur. C'est pourquoi il tente de couvrir tous les arts et toutes les époques.